# Hazleton (Pennsylvania)
Hazleton ist eine City des Luzerne Countys im Bundesstaat Pennsylvania in den Vereinigten Staaten. Das U.S. Census Bureau hat bei der Volkszählung 2020 eine Einwohnerzahl von 29.963 ermittelt.

## Geografie
Hazleton liegt auf 40°57'32" nördlicher Breite und 75°58'28" westlicher Länge. In einer Entfernung von rund 40 Kilometern befindet sich Wilkes-Barre in nördlicher Richtung. Der Interstate-81-Highway tangiert die Stadt im Westen, der Interstate-80-Highway verläuft zehn Kilometer entfernt im Norden. Die Stadt befindet sich in einer Höhe von 515 Metern, weshalb sie den Spitznamen The Mountain City erhielt, da andere Städte in der Umgebung wesentlich niedriger liegen.

## Geschichte
Missionare der Herrnhuter Brüdergemeine (englisch: Moravian Church) kamen von Bethlehem aus in die Gegend und gründeten um 1780 eine Siedlung, die wegen ihrer zahlreichen Haselnussbäume Hazel Swamp genannt wurde. Aufgrund des reichen Vorkommens von Anthrazitkohle in der Region entwickelte sich der Ort zu einer schnell wachsenden Stadt. Zunächst kamen Einwanderer vornehmlich aus Deutschland und Irland, etwas später auch aus Italien, Polen und der Slowakei, da der Bedarf an Brennstoffen landesweit stark anstieg und Minenarbeiter dringend gesucht wurden. Die Stadt wurde auch als Power City bezeichnet.
1857 wurde der Ort ein Borough und sollte eigentlich „Hazelton“ genannt werden. Aufgrund eines Schreibfehlers wurde jedoch „Hazleton“ verbrieft, und man beließ es bei diesem Namen. Im Jahr 1891 erhielt Hazleton den Status einer City. In den 1940er Jahren erreichte Hazleton mit ca. 40.000 Einwohnern seine Blütezeit.
Nach Ende des Zweiten Weltkriegs ging die Anthrazitförderung stark zurück, da andere Energiearten zunehmend angewendet wurden, weshalb auch die Bevölkerungszahl schrumpfte. Für neue Industrien siedelten sich jedoch viele illegale Einwanderer vornehmlich aus Lateinamerika an. Nachdem eine Verordnung zur Einschränkung der illegalen Zuwanderer verabschiedet wurde, ging deren Anzahl wieder zurück.

## Demografische Daten
Im Jahr 2011 wurde eine Einwohnerzahl von 25.334 Personen ermittelt, was eine Steigerung um 8,6 % gegenüber dem Jahr 2000 bedeutet. Das Durchschnittsalter der Bewohner lag im Jahr 2011 mit 37,6 Jahren deutlich unter dem Durchschnittswert von Pennsylvania, der 43,3 Jahre betrug. Der Anteil der Hispanics betrug zu diesem Zeitpunkt 37 %.

## Söhne und Töchter der Stadt
- Edward J. Bonin (1904–1990), Politiker
- Judith Joy Ross (* 1946), Fotografin
- Sherrie Levine (* 1947), Fotografin
- Andrew Soltis (* 1947), Schachspieler
- Lou Barletta (* 1956), Politiker
- Amber Lee Ettinger (* 1982), Schauspielerin